# 奧帕卡河
奧帕卡河（烏克蘭語：Опака），是烏克蘭的河流，位於該國西部，屬於德涅斯特河的右支流，發源自斯希德尼齊亞西北面，流經利沃夫州的德羅霍貝奇區，河道全長10公里，流域面積45平方公里。